# Ås (Krokom)
Ås is een tätort in de gemeente Krokom in het landschap Jämtland en de provincie Jämtlands län in Zweden. De plaats heeft 1097 inwoners (2005) en een oppervlakte van 108 hectare. Ås ligt aan het meer Åssjön, een randmeer/baai van het Storsjön tussen de plaatsen Krokom en Östersund. Eigenlijk is Ås niet een echte plaats, maar een parochie en het tätort Ås bestaat uit verschillende zo goed als aan elkaar vastgegroeide plaatsen. Net ten oosten van Ås loopt de Europese weg 14 en net ten westen loopt een spoorweg. Ås wordt omringd door afwisselend landbouwgrond en bossen.